# St. Philipp und Jakob (Přední Výtoň)

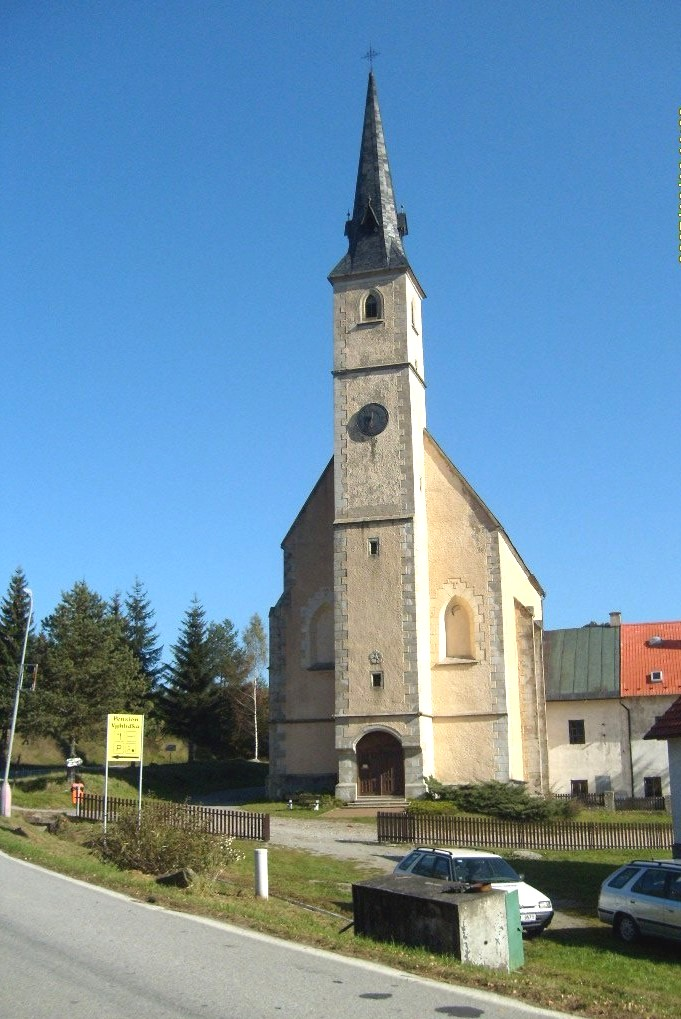
Pfarrkirche St. Philipp und Jakob in Přední Výtoň / Heuraffl

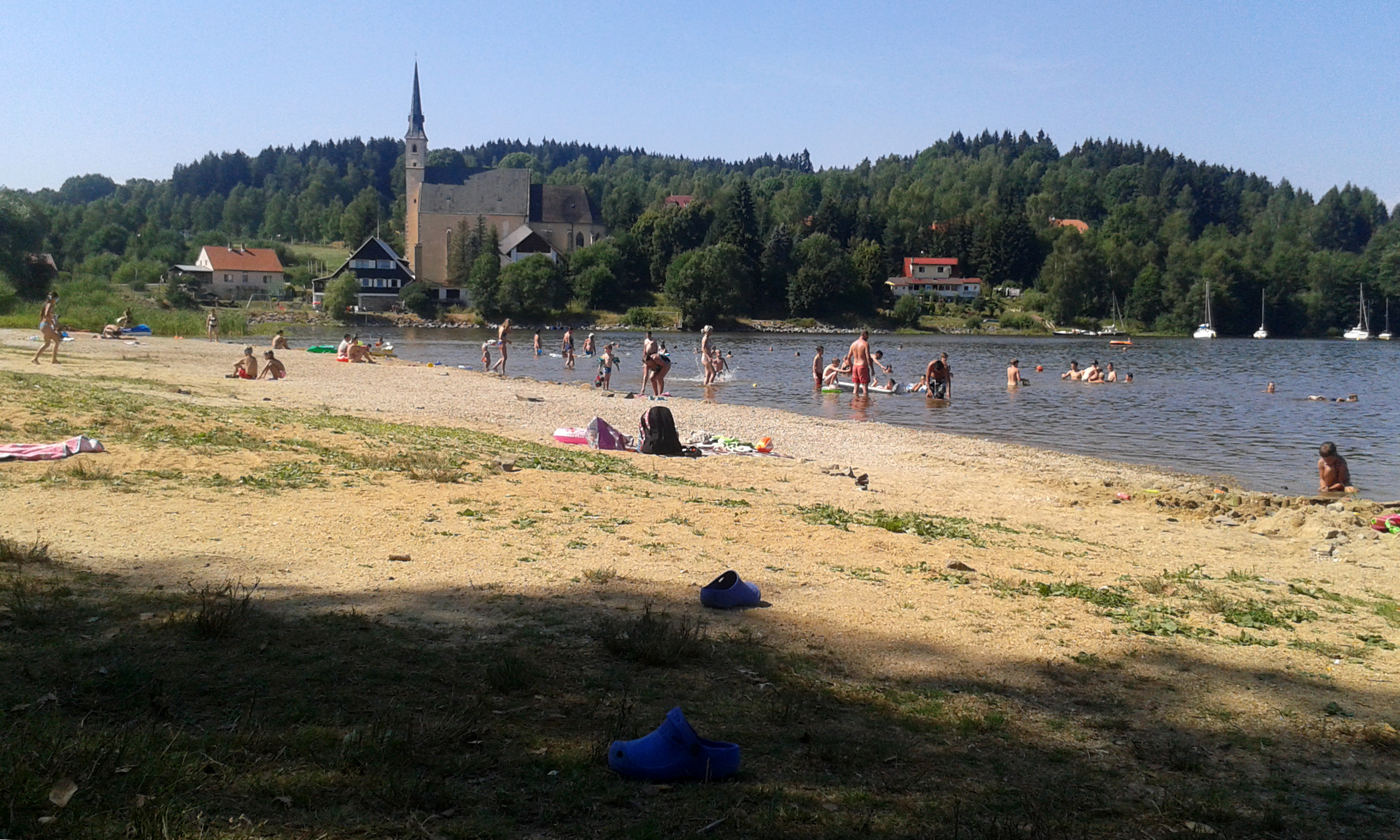
Die Kirche am Ufer des Moldaustausees

Die römisch-katholische Pfarrkirche St. Philipp und Jakob in der Gemeinde Přední Výtoň (deutsch: Heuraffl) in Tschechien liegt am Südufer des Moldaustausees unweit der österreichischen Grenze bei Guglwald. Sie gehört zum Bistum Budweis.

## Geschichte
1385 wurde in Heuraffl eine Kirche des von Johann II. und Peter II. von Rosenberg gegründeten Einsiedlerordens der Paulaner errichtet. Sie wurde in den Hussitenkriegen zerstört. Die heutige spätgotische Kirche wurde 1523 errichtet. Seither fanden Wallfahrten nach Heuraffl statt. 1550 wurde das Kloster aufgegeben, 1592 übernahmen die Zisterzienser vom Kloster Vyšší Brod (Hohenfurth) die seelsorgliche Verwaltung. 1785 wurde Heuraffl zur Pfarre erhoben.
1883 bis 1886 wurden die Kirche und die Innenausstattung umfassend erneuert und renoviert.
Nach 1945 wurde die deutschsprachige Bevölkerung vertrieben und die Kircheneinrichtung von den Kommunisten zerstört. Lediglich der aus dem 16. Jahrhundert stammende Opferstock aus Granit ist erhalten geblieben. Durch den Bau des Moldaustausees in den 1950er Jahren wurden tiefer gelegene Ortsteile abgetragen, so dass die Kirche heute direkt am Seeufer steht.
Nach der Samtenen Revolution wurde die Kirche in den Jahren 1994/1995 renoviert und am 17. Juli 1995 wieder eingeweiht. Die Weihnachtskrippe spendete der Vorderweißenbacher Pfarrer Pater Petrus Norbert Mittermüller, der auch die erste Messe nach dem Ende des Kommunismus in Heuraffl zelebrierte.